# Lascari
Lascari (Làschiri in siciliano) è un comune italiano di 3 733 abitanti della città metropolitana di Palermo in Sicilia.  
A circa 70 metri sopra il livello del mare, l'abitato sorge sulle pendici di un colle di modeste dimensioni. Il suo litorale offre le famose spiagge di "Gorgo Lungo" e "Salinelle". La città è limitrofe con: Campofelice di Roccella ad ovest, Cefalù ad est, di Collesano a sud-ovest e Gratteri a sud-est, mentre la parte nord è bagnata dal Mar Tirreno.

## Storia

### Il Medioevo e le prime presenze umane in "Terrae Lascaris"
Il paese nasce in epoca relativamente recente, tuttavia sin dal periodo medievale possono essere riscontrate e individuate tracce della presenza umana nel territorio del paese. Infatti negli anni sessanta, in Contrada Santa Eufemia, in Contrada "Cuvaria" e a ridosso dell'abside dell'ex chiesa della Madonna del Carmelo, vennero rinvenute delle necropoli, databili al periodo della dominazione araba della Sicilia (827-1061), e furono ritrovati frammenti di vasellame e vari corredi funerari. Risale invece alla prima metà del XII secolo (precisamente al 1148) la Chiesa di Sant'Iconio, cui erano legati numerosi possedimenti e benefici. Se in un primo momento, molto probabilmente, con il titolo "Iconio" si faceva riferimento a San Conone, che insieme al figlio Conello, è patrono di Acerra, poi s'iniziò ad indicare San Cono di Naso. Della Chiesa, tuttavia, risultano oggi visibili pochi resti. Tra il XII e il XIII secolo fu edificato, invece, nell'attuale territorio di Lascari la più rilevante, sotto un profilo storico-politico, traccia della presenza umana nel Comune, il Casale fortificato e la Chiesa di Santa Eufemia. Il luogo fu residenza di alcuni sovrani aragonesi dell'isola, oltre ad essere stato la località in cui secondo la Tradizione, la Vicaria e principessa del Regno di Trinacria Eufemia d'Aragona rese l'anima a Dio il 28 febbraio del 1359. Essi avevano fatto del Casale la loro corte durante il periodo estivo, grazie anche alla presenza di un boschetto ricco di selvaggina nelle vicinanze.

### Il Sei-Settecento e la nascita del Borgo di Lascari
Nell'ultimi decenni del Seicento vari gruppi di contadini iniziarono a spostarsi dal paese di origine, Gratteri, verso l'attuale zona di Lascari; precisamente in contrada "Li Grutti" (chiamata così per la presenza considerevole di grotte in pietra arenaria).
Lo sviluppo fisiologico della comunità richiese un intervento da parte delle istituzioni pubbliche. Il Vescovo di Cefalù e Il Principe Don Gaetano Ventimiglia, Barone di Gratteri decisero di agevolare la partecipazione alla messa domenicale dei coloni gratteresi assegnando alla nuova comunità un cappellano e una rendita.
In questo modo, a circa 400 metri dall'attuale centro urbano, il 26 febbraio 1693 la preesistente chiesa di Santa Eufemia venne elevata a Parrocchia, e divenne ben presto fulcro della vita della comunità. 
Tuttavia, forse per motivazioni fisiologiche, legate alla presenza del torrente Colluzzo nei pressi del Casale Fortificato di Santa Eufemia, gruppi di case cominciarono a sorgere invece attorno ad una torre preesistente, Torre Carbone (l'attuale torre campanaria) fino a costituire una borgata alla quale il Barone Gaetano Ventimiglia assegnò il nome di Lascari (in onore di una sua discendenza dal ceppo dei Lascaris imperatori di Costantinopoli).
Nel 1700 fu costruita una nuova Chiesa, l'attuale Matrice, dedicata in un primo momento a San Francesco d'Assisi e successivamente a San Michele Arcangelo, affiancata alla torre campanaria e nel 1721 questa venne elevata al rango parrocchiale a discapito della Chiesa di Santa Eufemia.

### L'Otto-Novecento, la nascita del Comune e l'assegnazione di un territorio

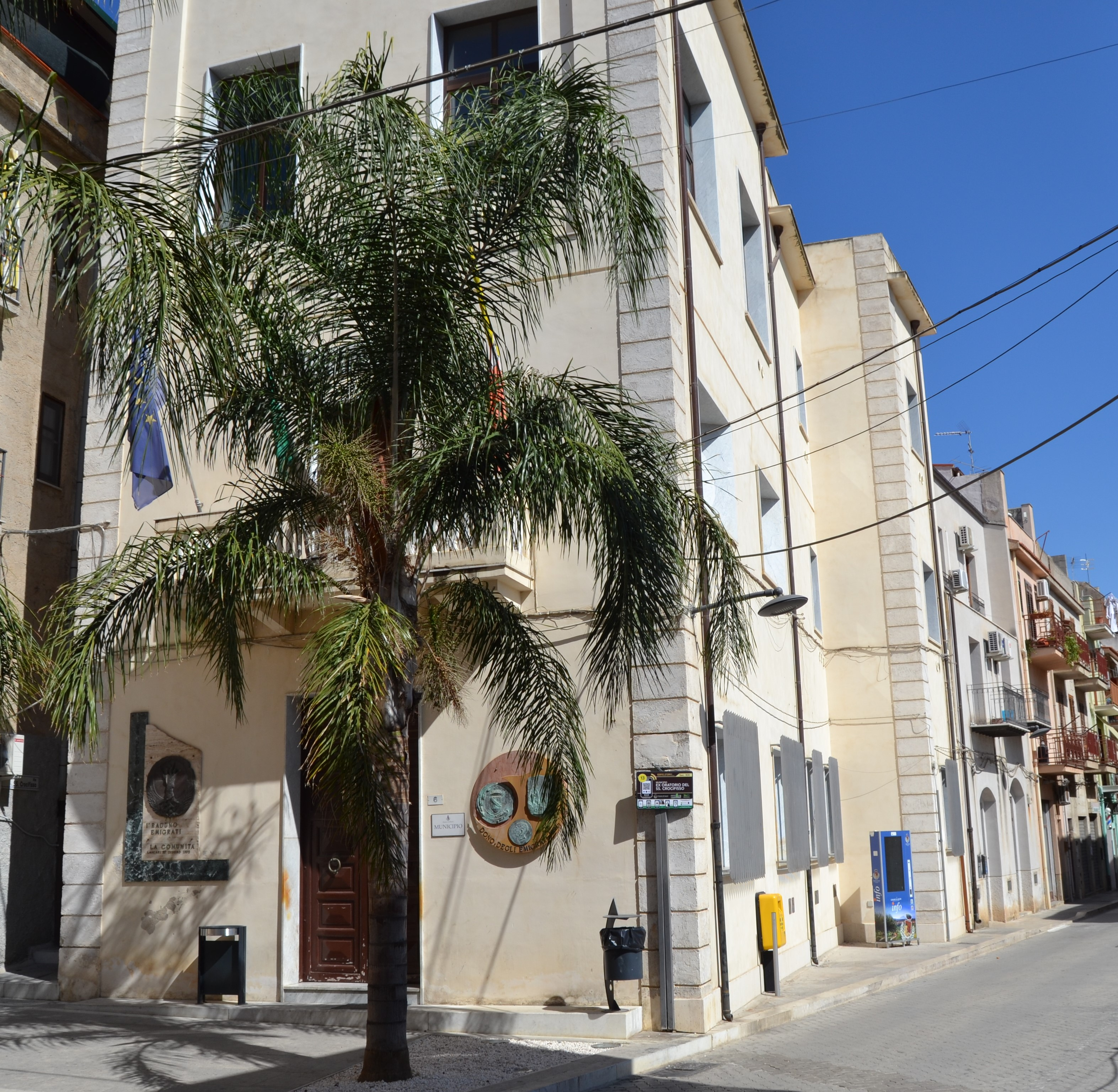
Municipio di Lascari - Ex Chiesa del SS. Crocifisso

Risalente alla prima metà del 1800 sono invece la Chiesa del Santissimo Crocifisso e la Chiesa della Madonna del Carmelo, oggi tuttavia inesistenti. Durante il primo decennio del XX secolo, le due strutture vennero tuttavia donate al Comune a causa di un loro cattivo stato di conservazione. Così la prima Chiesa divenne l'attuale Casa Municipale in seguito a dei lavori verificatisi durante i primi del Novecento, mentre dei pochi resti della seconda, la quale sarebbe dovuta divenire una scuola elementare, oggi però non rimane più traccia. Negli anni novanta tuttavia, in ricordo del non più esistente luogo di culto, è stata edificata una chiesetta di modeste dimensioni, intitolata anch'essa alla Madre del Monte Carmelo. In seguito a un costante e graduale aumento della popolazione della frazione, nel 1840 Lascari venne nominato comune autonomo con amministrazione propria staccata da quella di Gratteri. Nel 1890 venne concesso al Paese il diritto ad un territorio per favorire l'espansione urbana e per conquistare la necessaria autonomia da Gratteri. Tutto ciò venne però disatteso fino al 6 ottobre 1929 quando, per merito del Comm. Gaetano Abbate, il Re Vittorio Emanuele III finalmente autorizza la cessione.

### Simboli
Descrizione araldica dello stemma del Comune di Lascari, concesso il 22 aprile del 1968 con un Decreto del Presidente della Repubblica Giuseppe Saragat:
(Statuto Comunale, Art. 5)
La parte sinistra dello stemma del paese costituisce un chiaro riferimento al Casale di Santa Eufemia, al trascorso nobiliare del territorio e alla primigenia borgata che si era originata nel XVII secolo, mentre la parte destra simboleggia il borgo che oggi costituisce il fulcro del paese, generatosi tra la fine del XVII secolo e gli inizi del XVIII secolo. Il torrione che sormonta l'abitato è un riferimento alla Torre Carbone, ovvero l'attuale Torre campanaria della Chiesa Madre. I colori rosso e giallo, presenti nello scudo richiamano lo stemma della casata nobiliare dei Ventimiglia, i quali diedero vita al paese, attribuendogli il nome di Lascari.
Il gonfalone è un drappo troncato di rosso e di giallo.

## Monumenti e luoghi d'interesse

### La Chiesa Madre di San Michele Arcangelo

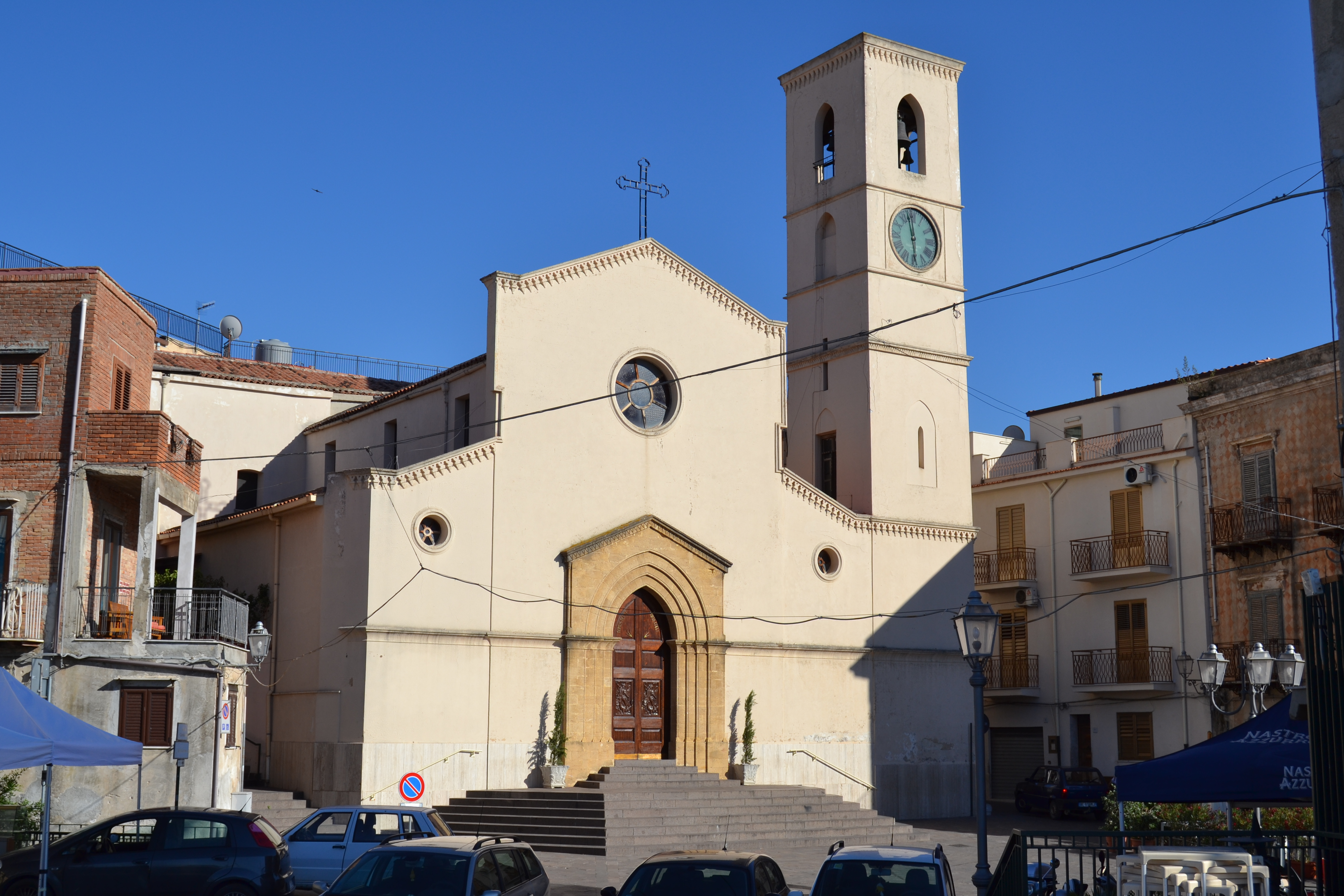
Chiesa Madre di San Michele Arcangelo di Lascari

Sede dell'omonima parrocchia, la chiesa di San Michele Arcangelo è il più imponente edificio del paese. Costruita nel 1700 venne dedicata inizialmente a san Francesco d'Assisi, anche se ancora oggi i tempi e i motivi che portarono a questa scelta rimangono ignoti. Verso la fine del XVII secolo la piccola comunità di Lascari necessitava, per poter celebrare i sacri culti, di una chiesa parrocchiale. Per volere del principe don Gaetano Ventimiglia, allora, venne fatta richiesta al vescovo di Cefalù mons. Matteo Orlando di elevare l'antica chiesa di Santa Eufemia, alquanto distante dall'attuale nucleo abitativo, a parrocchia. Molto probabilmente, essendo però la struttura nei pressi di un torrente, elemento che avrebbe limitato lo sviluppo di un abitato e di modeste dimensioni e quindi di capienza insufficiente nell'ospitare la sempre crescente popolazione della frazione, il barone decise di costruire una nuova chiesa, nei pressi di un antico torrione di avvistamento, Torre Carbone, poi trasformata in torre campanaria, attorno alla quale si era originato il piccolo centro di Lascari. In seguito, nel 1721 la chiesa divenne sede parrocchiale. L'opera architettonica, di stile chiaramente francescano, è a croce latina, ha tre navate con due cappelle ai lati del presbiterio ed è caratterizzata da un tetto a capriate.
Della chiesa originaria non rimane quasi nulla. Le ultime tracce vennero cancellate durante i lavori di ristrutturazione del 1950. Al suo interno si conservano, tuttavia, due paliotti in marmo policromo del XVIII secolo con i blasoni dei Ventimiglia, un'elegante fonte battesimale con due acquasantiere in pietra lumachella realizzate durante la prima metà del Seicento, provenienti dalla chiesa di Santa Eufemia e una pala d'altare, della metà del 700, raffigurante san Cono abate che conferisce il mandato di parroco di Sant'Eufemia e di beneficiario della chiesa di Sant'Iconio al presbitero don Giuseppe Cannella.
L'opera che merita ogni attenzione è, senza dubbio, la pregevole scultura lignea del Cristo crocifisso in legno di cipresso macchiato a noce, patrono della comunità. L'autore rimane ignoto ma si promuove l'ipotesi che lo stile e la precisione nel rendere conto di ogni particolare anatomico facciano pensare alla scuola dei frati cappuccini.

### Il casale e la chiesa di Santa Eufemia

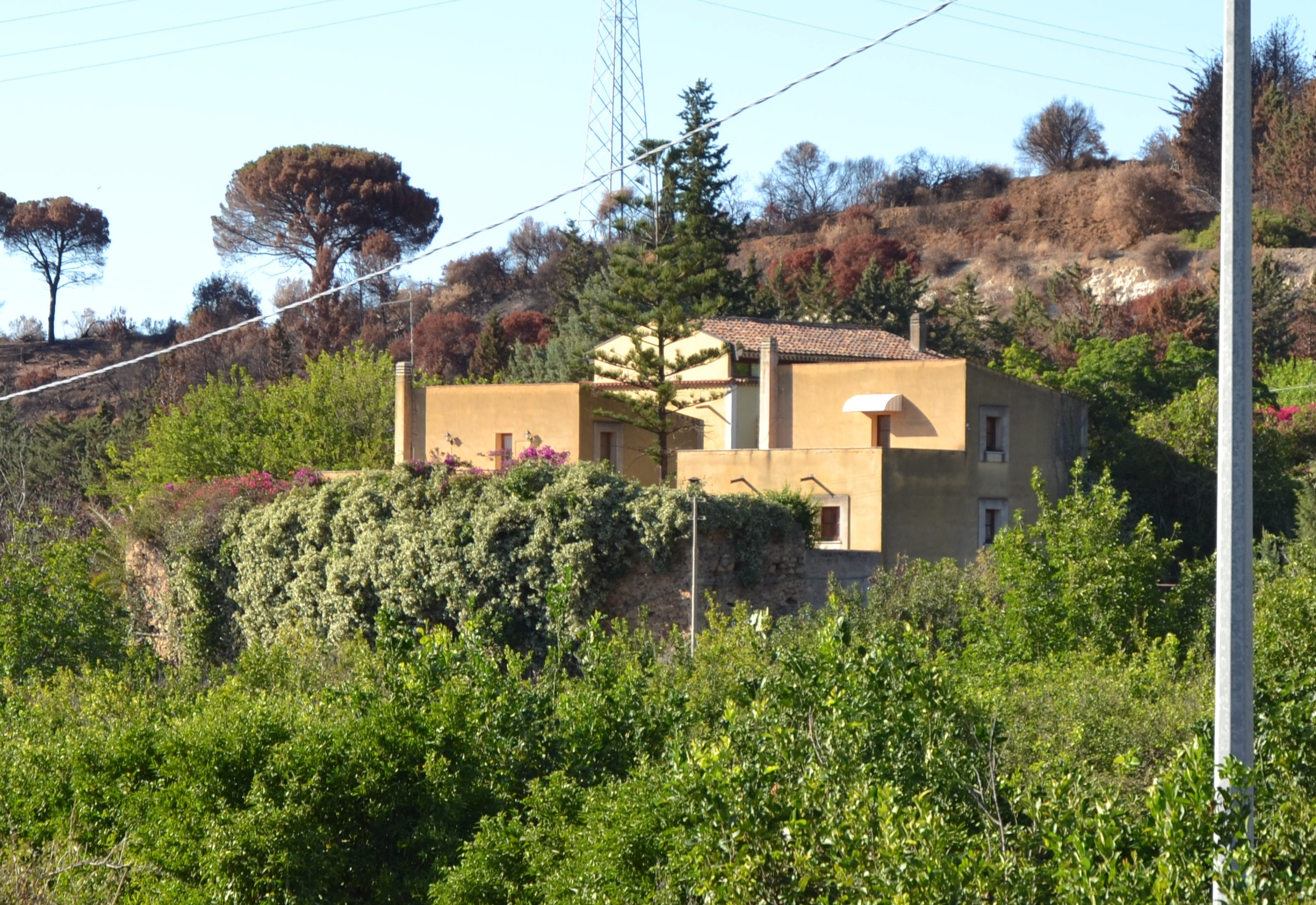
Casale ed Ex-Chiesa di Santa Eufemia

Nel territorio di Lascari, a poca distanza dall'attuale centro urbano, è presente un caseggiato, costruito in epoca basso medievale, che costituisce uno dei più antichi esempi della presenza costante dell'uomo nel lascarese. Questo caseggiato fortificato, intitolato a santa Eufemia di Calcedonia, era costituito da un'abitazione residenziale, da una chiesa di modeste dimensioni, forse già esistente e da un feudo con un orto e una vigna. Non si conosce la data di costruzione precisa del manufatto architettonico, ma secondo un tabulario della diocesi di Cefalù risalente al 1268, la chiesa di Sant'Eufemia era già presente nel territorio, a quei tempi del paese di Gratteri, e doveva a quella cefaludese la decima del mosto che ivi si produceva; perciò probabilmente il casale sorse tra il XII e il XIII secolo.
Il complesso divenne, in seguito, la residenza estiva dei Re di Sicilia, e in particolare dei sovrani appartenenti alla dinastia aragonese, che fecero della vicina Cefalù, la sede della loro corte. La presenza di Federico III d'Aragona, re di Trinacria (1273-1337; cronologicamente secondo nel nome tra i sovrani di Sicilia) nella fortezza, è testimoniata dalla presenza di una lapide inserita sul davanzale dell'antica chiesa parrocchiale con su scritto: Hic locus fuit deliciae Federici Secundi Regis, "Questo luogo fu la delizia del re Federico II". Questa iscrizione è motivata dal fatto che attiguo al feudo vi era anticamente un boschetto ricco di selvaggina, in cui i sovrani solevano cacciare, corrispondente oggi all'attuale contrada Boschetto.
Risiedettero anche in questo luogo il re Federico IV il Semplice e la sorella e vicaria del regno, la principessa Eufemia d'Aragona, Abadessa di Messina, che secondo la tradizione morì effettivamente in questo Casale, il 28 febbraio 1359. La tradizione vuole anche che la denominazione del complesso sia stata affibbiata, in memoria di quest'ultima, anche se tuttavia questa ipotesi può essere parzialmente scartata poiché sin dal Duecento, la chiesa del Casale era già intitolata alla sopracitata martire calcedoniana. Dando per vero quanto ci è stato tramandato dagli antichi, è probabile che il casale e la chiesa costituissero due corpi separati e che in seguito quest'ultima fu annessa al complesso, allargando la dedicazione dell'intero caseggiato alla santa, in onore e memoria della Vicaria Aragonese. Per favorire agli abitanti gratteresi che vivevano in Contrada "Li Grutti" la partecipazione alla santa messa, il vescovo Matteo Orlando, su richiesta di don Gaetano Ventimiglia, elevò la suddetta chiesa a parrocchia con un documento datato al 26 febbraio 1693.
Dopo essere stato dominio degli Aragona, il complesso passò sotto il controllo dei Ventimiglia ma oggi è, tuttavia, proprietà di privati.

### La necropoli araba
Negli anni sessanta, nei pressi del casale fortificato di Santa Eufemia, venne rinvenuta una necropoli, databile al periodo della dominazione araba della Sicilia (827-1061), e vennero ritrovati frammenti di vasellame e vari corredi funerari.

### Le torri e le masserie
Nel territorio del comune di Lascari sono presenti 12 torri d'avvistamento, erette presumibilmente tra il XVI e il XVII secolo, che venivano utilizzate per controllare, difendere e allertare, in caso di incursioni barberesche, le zone e la popolazione circostante, e in alcuni casi l'intera isola. Molte di queste, tra il XVIII e il XIX secolo, furono inglobate all'interno di masserie, che divennero nei decenni successivi dei veri e propri centri rurali di vita contadina, nelle mani della nobiltà locale, e il cuore pulsante dell'economia territoriale, grazie alle produzioni di vino e di olio di olivo. Nel lascarese sono presenti anche altre sei masserie che tuttavia non possiedono al loro interno una torre d'avviso.
La struttura tipica delle torri, è caratterizzata da tre elevazione: il piano terra era costituito dal magazzino e la zona giorno, il primo piano era caratterizzato da una zona notte e infine il secondo piano era costituito da una terrazza, in cui venivano effettuate le osservazioni.
Tra le varie torri e masserie, sparse sul territorio ricordiamo principalmente: Torre Bagari, la Torre e la Masseria Torretonda e la Torre e Masseria La Romana.

#### Torre Bagari
Ad est del centro urbano, immerso in un suggestivo paesaggio agreste, si erge Torre Bagari. Il manufatto architettonico, di modeste dimensioni, venne eretto tra il XV e il XVI secolo. Posizionato in un punto alquanto strategico e circondato da un feudo di vaste dimensioni, Torre Bagari svolgeva una funzione più che altro militare, e, come le altre costruzioni nel territorio, veniva adoperata per comunicare e avvistare probabili incursioni barbaresche. Alta circa 15 m, l'opera si sviluppa su tre elevazioni e nonostante i parziali crolli verificatisi nel corso del tempo conserva ancora oggi la sua struttura originaria. La costruzione è l'unica delle molte torri presenti nel territorio cittadino di proprietà comunale.

#### Torre e Masseria Torretonda

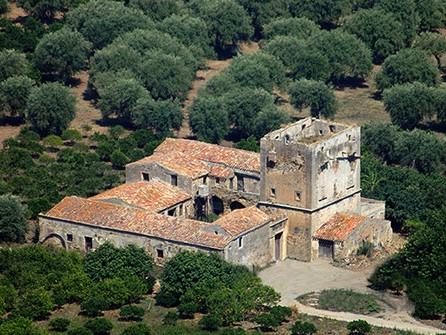
Torre e Masseria Torretonda di Lascari

A nord-ovest del centro urbano, al confine con il territorio del Comune di Cefalù, si ergono la Torre e la Masseria di Torretonda. Il complesso architettonico, a pianta rettangolare, eretto durante la seconda metà del XVI secolo, ed alquanto imponente è composto da un torre d'avviso di stile classico-camillaneo, da un portale d'ingresso, da numerosi magazzini e stalle, dalle abitazioni dei contadini e del mezzadro, da un trappeto con torchio e mola per la spremitura di olive e uva, da una chiesetta rurale dedicata a San Francesco Saverio risalente al 1700, e da un appartamento nobiliare, situato a primo piano, che consta di una camera da letto, una camera degli ospiti, un soggiorno salotto e una cucina refettorio. Il baglio di Torretonda è circondato da un agro ricco di secolari ulivi saraceni, agrumeti e vari alberi da frutto. L'opera, alla quale si può accedere, varcando un maestoso portale d'ingresso, è in muratura ricoperta da intonaco e incorniciato da lastre in tufo squadrato. La Torre del Baglio presenta la medesima struttura che caratterizza principalmente le altre strutture d'avvistamento del territorio. L'opera e in particolare il piano nobile fu successivamente affrescato e restaurato per volere dei proprietari del complesso, i baroni Pirajno di Mandralisca durante il XVIII secolo. Oggi tuttavia il Complesso si trova in uno stato di elevato degrado ed abbandono.
Il Baglio in un primo momento proprietà della famiglia Ortolano, passò sotto il controllo dei baroni Pirajno, ed in seguito dei discendenti Pirajno di Mandralisca. Oggi l'opera è proprietà della fondazione Mandralisca, istituita dal barone Enrico Pirajno di Mandralisca, considerato una delle più eminenti figure dell'Ottocento cefaludese. Lo stretto legame che ha unito la famiglia Pirajno alla masseria è testimoniato anche dal fatto che all'interno dell'antica chiesetta, ad unica navata, di San Francesco Saverio si sposarono i nonni del barone Enrico Pirajno di Mandralisca, Enrico Pirajno ed Aurora Monizio.

#### Torre e Masseria La Romana

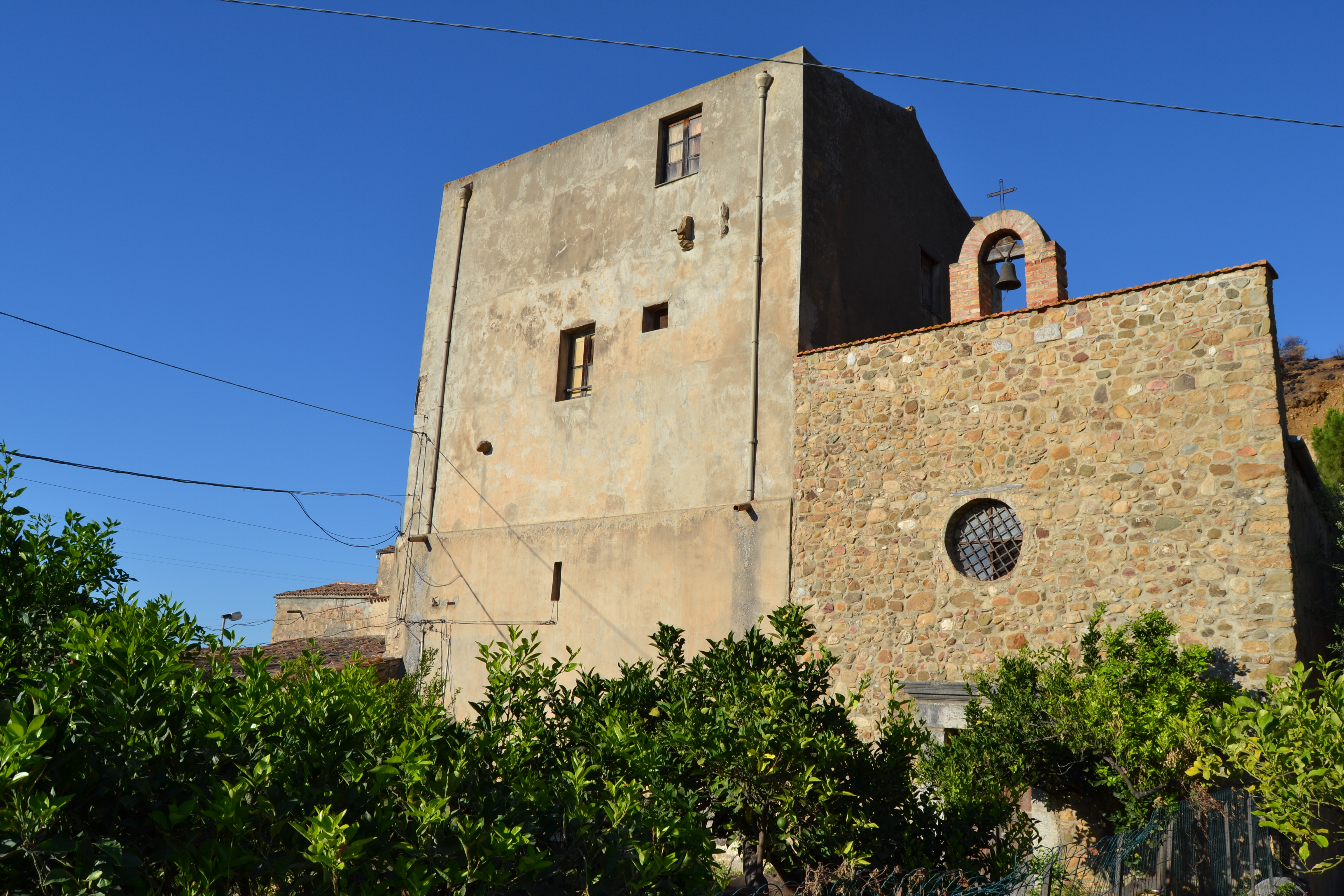
Torre e Masseria La Romana

Tra le più integre e le più ben conservate, tra le masserie e le torri presenti nel territorio del comune di Lascari, vi è sicuramente la Torre e la Masseria La Romana, situata nell'omonima contrada, a nord del paese, a pochissima distanza dalla SS113. Il complesso architettonico, edificato tra il XVIII e il XIX, in pietrame locale e malta comune ricoperto da semplice intonaco, è costituito da una torre di stile classico-camillaneo, costruita invece nel 1500, da una chiesa rurale ad una navata dedicata a san Francesco d'Assisi e da una corte chiusa di forma quadrangolare, in cui si presume si trovassero gli alloggi signorili dei possessori del contado, gli appartamenti dei contadini, le stalle, i magazzini, una cantina e una zona dedicata alla produzione di olio e vino. La Torre presente in Contrada Romana aveva anch'essa funzione d'avvistamento, di rifugio difensivo e di controllo delle attività agricole svolte dai contadini. All'interno della chiesetta, sono presenti tre altari, di cui due nella parte laterale della navata, dedicati a sant'Antonio di Padova e a san Luigi Gonzaga e un altro nella parte finale dell'edificio, in cui si trovava una statua di San Francesco d'Assisi, che tuttavia è stata trafugata alcuni anni fa.

## Feste e ricorrenze

### La Festa del Santissimo Crocifisso

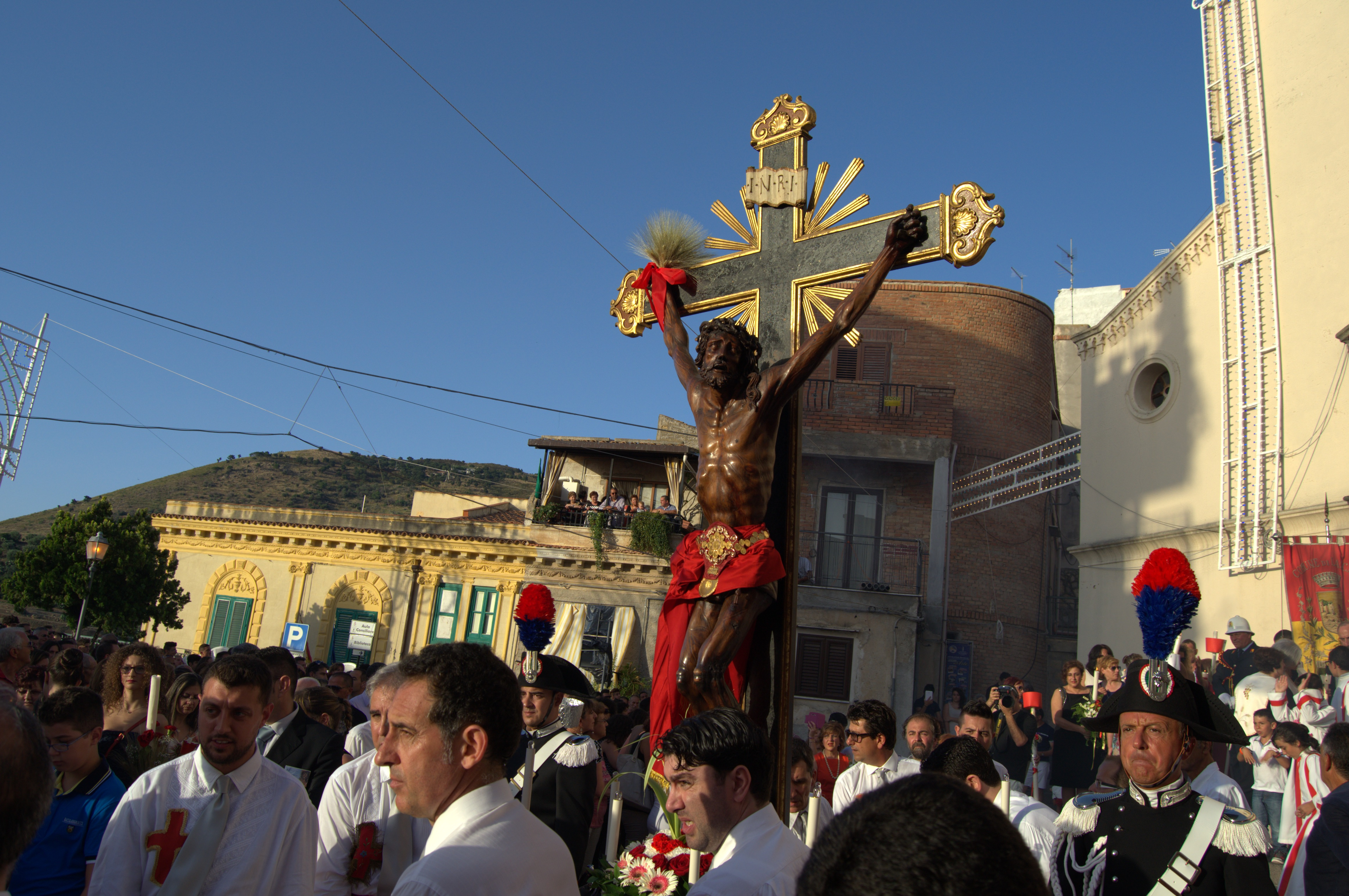
Festa del Santissimo Crocifisso di Lascari

La festa in onore del Santissimo Crocifisso, che si svolge ogni prima domenica di luglio, è il centro delle tradizioni cittadine. Essa si articola in due momenti distinti: l'Ottava e il Triduo del Crocifisso, caratterizzati a propria volta da varie tradizioni.
L'Ottava conosciuta anche come "A Sciacculata", ovvero la Fiaccolata, è il primo momento che caratterizza la festa patronale del paese. Esso non è altro che un ottavario di processioni, in cui il Crocifisso "nicu", ovvero piccolo, di dimensioni minori (la seconda immagine del Cristo conservato all'interno della Chiesa di S. Michele Arcangelo) viene portato per tutte le vie del paese. Queste processioni sono precedute dalla recita della "Coroncina delle cinque piaghe" e la mattina prima dal passaggio del "tammurinaro", ovvero del suonatore di tamburi. Egli annuncia il passaggio della Fiaccolata per la sera stessa. Durante le processioni viene intonato da un coro, in appositi punti del paese, conosciuti comunemente anche come stazioni, un canto tipico lascarese in onore del proprio Santo Patrono, la "Laudi a Gesù Crocifisso". L'Ottava inizia il secondo venerdì prima della festa e si conclude la sera del primo venerdì prima della festa in coincidenza con l'inizio del Triduo.
Il Triduo è invece il secondo momento che caratterizza la festa e comprende le giornate di venerdì, sabato e la domenica della festa. Nel pomeriggio del venerdì viene issata sulla torre campanaria della chiesa madre una bandiera, rappresentante una croce greca bianca su fondo rosso, a simboleggiare l'inizio della festività. In seguito, invece, viene celebrata una messa all'interno della quale avviene la solenne "Traslazione", detta anche "A Scinnuta ru Signuri" in cui il Simulacro del Crocifisso "ranni", ovvero grande, di maggiori dimensioni, viene trasportato dalla sua cappella, posta a destra, nella navata laterale, all'altare maggiore. Questo è sicuramente uno dei momenti più coinvolgenti dell'intero triduo, caratterizzato da un'attiva partecipazione popolare. Durante la Traslazione, viene offerto in dono al Simulacro del Crocifisso, da una famiglia degli "apostoli" (i portatori della "vara", ovvero della Statua), un mazzo di spighe benedetto, raccolte durante l'anno, come simbolo di ringraziamento per la fertilità dei campi. Anche la popolazione, accorsa in Chiesa per la celebrazione, può ricevere in dono delle spighe.
La sera del venerdì, che sancisce la fine dell'Ottava, è caratterizzata dalla processione del Crocifisso "nicu" preceduto da un gruppo di uomini che portano le cosiddette "Sciaccole", ovvero delle fiaccole in "Disa", che venivano anticamente utilizzate come torce. L'accensione delle fiaccole è preceduta dal rito della benedizione del fuoco. L'uscita del simulacro dalla chiesa è accompagnato da uno sparo di mortaretti e dalla musica del corpo bandistico del paese. Nella giornata di sabato, oltre alla consueta alborata e al consueto ingresso dalla banda musicale in mattinata, vengono celebrati nel pomeriggio i vespri solenni e la liturgia eucaristica. La giornata si conclude con uno spettacolo offerto dal Comune. Il giorno di domenica consta di vari momenti. La mattina è scandita dalla tradizionale alborata, dalla consegna di un omaggio floreale "U' Mazzu" al Santissimo Crocifisso, e da una celebrazione eucaristica a cui partecipano le autorità civili e militari del paese. Nel pomeriggio avviene la tradizionale processione del Cristo Crocifisso "ranni". Esso viene portato a braccio da 12 uomini, i cosiddetti "Apostoli", scalzi, vestiti di bianco, con il bacino cinto da una fascia rossa e una croce cucita sul lato sinistro del petto. Il privilegio accordato a questi 12 uomini si tramanda da padre in figlio. Oltre al simulacro del Cristo viene portata in processione un frammento della Santa Croce, conservata in un reliquiario in argento. La festività del SS.mo Crocifisso si conclude la sera stessa con il consueto spettacolo pirotecnico della mezzanotte.

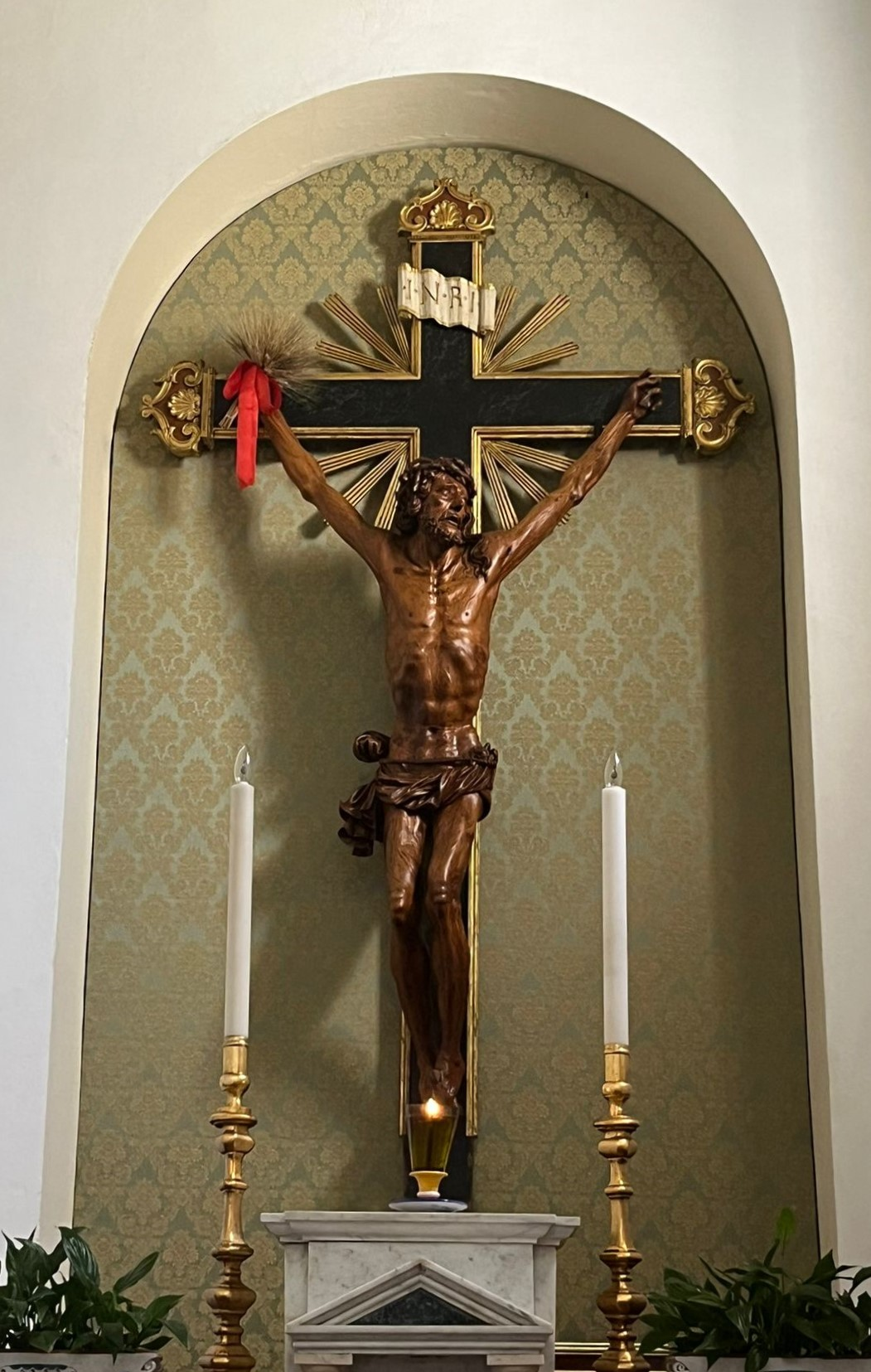
Simulacro del SS. Crocifisso in seguito al restauro del 2022

In questo particolare periodo dell'anno, le vie del paese sono abbellite dalle tradizionali luminarie e nelle giornate del triduo sono presenti in alcune vie del paese delle bancarelle, nelle quali sono messi in vendita alcuni prodotti tipici locali.
Al crocifisso ligneo di Lascari è legata una leggenda popolare che ha contribuito a rendere l'opera più affascinante ed enigmatica al tempo stesso. Si racconta che questo crocifisso venne scolpito da un pastore che scendeva con il suo gregge da Gratteri, ed era suo solito stanziarsi nelle zone di "Rapputi vasciu", dove si trovavano numerosissime grotte.
Sulla base delle scarse fonti reperibili, si ritiene che la devozione del popolo lascarese per il Ss. Crocifisso non sia sorta agli inizi del XVIII secolo in concomitanza con l'edificazione dell'attuale Chiesa madre, ma che viceversa si sia impiantata in seguito. Il culto per il Ss. Crocifisso sembrerebbe essere sorto intorno al 1741, anno nel quale il Principe Don Giuseppe Emanuele III Ventimiglia, nipote ed erede del fondatore di Lascari, Don Gaetano Ventimiglia, fece dono alla Parrocchia di un reliquario in argento contenente un frammento della Santa Croce. Don Giuseppe Emanuele era infatti un fervido devoto del Ss. Crocifisso tanto che Belmonte Mezzagno, paese da lui fondato, ha come festa principale, proprio quella del Ss. Crocifisso. 
La festa del Crocifisso si svolgeva inizialmente, sino agli anni settanta, ogni 3 di maggio, ma in seguito, per volere degli amministratori parrocchiali che si sono succeduti nel tempo, i festeggiamenti sono stati spostati più volte. In alcune occasioni essi si sono svolti alla fine di maggio, in altre alla fine di giugno, fino ad essere stati posticipati, nel 2014, alla prima domenica di luglio. Era usanza preparare, quando la festa cadeva ogni 3 di maggio, delle corone di Margherite o delle ceste ricche di petali di fiori vari che venivano lanciate dai balconi, al passaggio del corteo processionale, sul simulacro del Crocifisso.
Non si conosce né l'autore né il luogo di provenienza dell'opera lignea del Ss. Crocifisso. L'uso del legno di pino, che attribuisce al simulacro una colorazione scura, nonché la notevole realisticità del manufatto sembrano escludere la possibilità che sia stato realizzato in Sicilia o nel resto del Sud Italia. Il Simulacro è stato soggetto ad una rilevante opera di restauro nel 2022, mediante il quale si è intervenuti sull'attacco da parte di tarli dello strato superficiale del legno e si è ripristinato il colore originale dell'opera scultorea.

### La Mostra Mercato dei prodotti tipici e artigianali
Ogni anno si svolge negli ultimi quattro giorni della seconda settimana (da giovedì a domenica) del mese di agosto "La Mostra Mercato dei prodotti tipici ed artigianali". Vengono allestisti nelle vie del paese più di 100 stands dove gli artigiani, provenienti da tutta la Sicilia, espongono i loro prodotti: miele, formaggi, dolciumi, lavori in cuoio, terrecotte, salumi, infissi artigianali, ecc. Durante queste giornate l'Amministrazione Comunale organizza delle serate di intrattenimento musicale, folkloristico, cabarettistico e distribuisce a tutti i visitatori la granita fatta con prodotto locale, limone Verdello.

### La Festa di San Giuseppe e la Tavolata dei "Virgineddi"
Tra le feste più sentite dagli abitanti lascaresi non può non essere citata quella in onore del patriarca San Giuseppe che come normale consuetudine cade come ogni anno il 19 di marzo. Essa consta di numerosi momenti ricchi di fascino all'interno dei quali è impregnata ormai da decenni la presenza della cultura lascarese. Oltre la consueta processione pomeridiana in cui viene trasportato il simulacro in gesso del Santo, conservato nell'attuale Chiesa Madre, possiamo ricordare altri tre momenti che caratterizzano il prolungarsi della festa: la Settina in onore del patriarca, "A Vampa" e "I Virgineddi".
Durante i sette giorni precedenti alla festa viene recitata all'interno della Matrice, prima della consueta celebrazione eucaristica pomeridiana, la Settina di San Giuseppe all'interno della quale si contemplano i sette dolori ed allegrezze del Santo. Questo momento ricco di fede e religiosità prepara la comunità all'avvicinarsi della festa.
Anche a Lascari, come in altri comuni del circondario, viene acceso una grande falò che prende il nome di "A Vampa" in onore della Santa Famiglia, durante la solennità di San Giuseppe. Il fuoco viene solitamente allestito la sera prima della festa, il 18 di marzo.
Sino agli anni settanta circa, gli abitanti di Lascari, come segno di devozione al patriarca San Giuseppe o per grazia ricevuta, solevano allestire delle tavole imbandite nelle proprie case, aperte a tutta la cittadinanza, in cui venivano offerti i cibi tipici della festività. Ancora oggi la suddetta tradizione è presente nella comunità ma in altra forma.
Il Comune, con l'aiuto di altre associazioni cittadine, allestisce una tavolata lunghissima che copre l'intera via Libertà, nel centro del paese, che consta di circa 350 posti a sedere, in cui la popolazione lascarese e quella dei comuni limitrofi, in vari turni, ha la possibilità di gustare alcuni piatti della tradizione cittadina, tra cui "I cassateddi" di ceci, tipici dolci lascaresi.

### La Festa di Maria Ss. Addolorata e il Festival Canoro

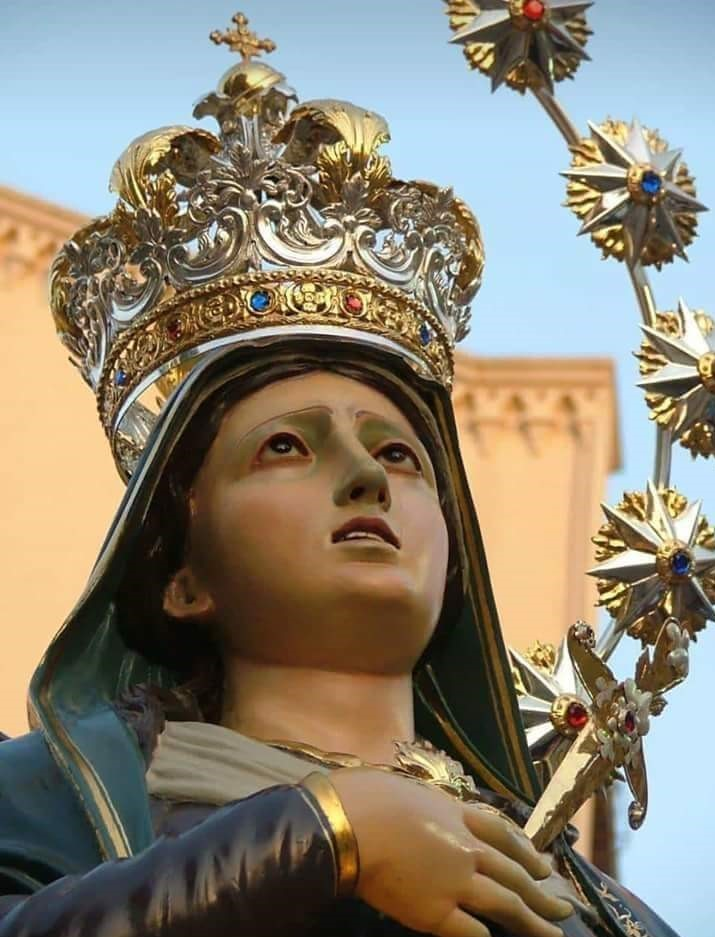
Volto del Simulacro di Maria Ss. Addolorata di Lascari

Un'altra tra le più importanti tradizioni popolari è costituita dai festeggiamenti in onore di Maria Ss.Addolorata che vengono celebrati la terza domenica di settembre. Nel periodo precedente la Festa, è celebrata la Settina in onore della Madonna.
Oltre alla consueta processione con il simulacro della vergine, un altro importante momento che anima la festività è il Festival Canoro in onore della Santa, che si svolge in due serate. La prima, che si tiene il sabato precedente la festa, è caratterizzata dalla eliminatorie, di cui i vincitori hanno la possibilità di contendersi il trofeo la serata successiva, ovvero la serata finale. I partecipanti sono solitamente divisi in più categorie a seconda della fascia d'età.
La devozione del popolo di Lascari verso la Vergine Addolorata è molto antica. Le ragioni di ciò sono legate all'importanza che la figura del Cristo Crocifisso riveste nella fede popolare della comunità. Tutto ciò è inoltre testimoniato dal fatto che il suo culto all'interno della comunità risale al 1903, che sono molteplici i canti in dialetto siciliano a lei rivolti e che la cappella presente all'interno del Cimitero Nuovo sia a Lei dedicata.

## Clima
| Lascari             | Mesi | Mesi | Mesi | Mesi | Mesi | Mesi | Mesi | Mesi | Mesi | Mesi | Mesi | Mesi | Stagioni | Stagioni | Stagioni | Stagioni | Anno |
| Lascari             | Gen  | Feb  | Mar  | Apr  | Mag  | Giu  | Lug  | Ago  | Set  | Ott  | Nov  | Dic  | Inv      | Pri      | Est      | Aut      | Anno |
| ------------------- | ---- | ---- | ---- | ---- | ---- | ---- | ---- | ---- | ---- | ---- | ---- | ---- | -------- | -------- | -------- | -------- | ---- |
| T. max. media (°C)  | 14,4 | 14,7 | 16,1 | 18,5 | 22,6 | 26,5 | 29,3 | 29,7 | 27,1 | 23,0 | 19,0 | 15,8 | 15,0     | 19,1     | 28,5     | 23,0     | 21,4 |
| T. min. media (°C)  | 8,6  | 8,5  | 9,5  | 11,3 | 14,8 | 18,7 | 21,4 | 22,1 | 19,9 | 16,4 | 12,9 | 10,2 | 9,1      | 11,9     | 20,7     | 16,4     | 14,5 |
| Precipitazioni (mm) | 71   | 59   | 46   | 39   | 20   | 7    | 5    | 13   | 37   | 80   | 72   | 76   | 206      | 105      | 25       | 189      | 525  |

## Società

### Evoluzione demografica
Abitanti censiti

## Infrastrutture e trasporti

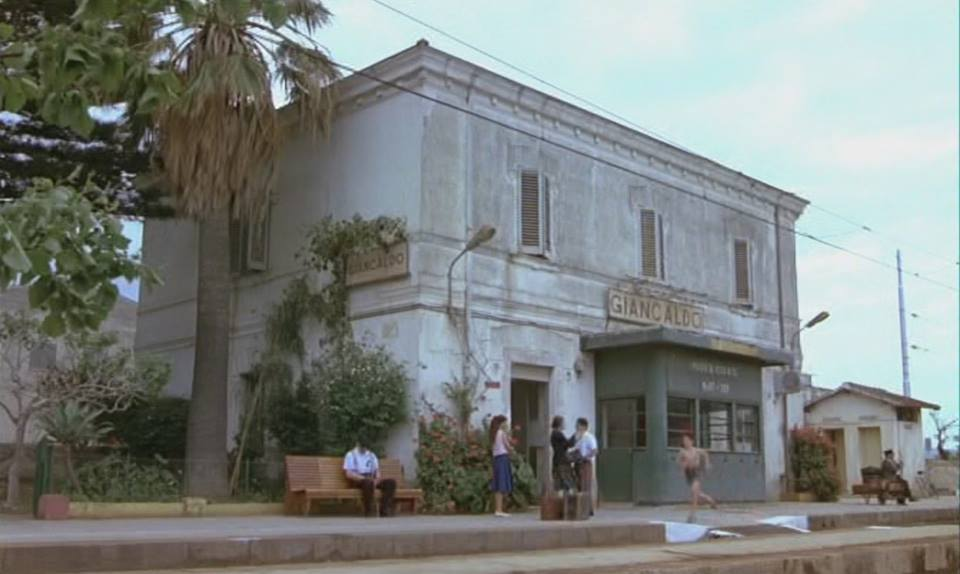
L'ex stazione di Lascari (Giancaldo) nel film Nuovo Cinema Paradiso

Il comune è servito dalla stazione di Lascari, una fermata ferroviaria posta lungo la Palermo-Messina, servita da treni regionali svolti da Trenitalia nell'ambito del contratto di servizio stipulato con la Regione Siciliana. La nuova stazione, localizzata in un punto strategico del territorio, permette di raggiungere comodamente la vicinissima spiaggia che dista 300 metri e il centro cittadino che invece dista 1500 metri.
In passato Lascari era servita dalla stazione di Lascari-Gratteri, disattivata il 18 dicembre 2016.
Il Comune è interessato dalle seguenti direttrici stradali:
- Settentrionale Sicula

## Amministrazione
Di seguito è presentata una tabella relativa alle amministrazioni che si sono succedute in questo comune.
| Periodo         | Periodo         | Primo cittadino        | Partito              | Carica              | Note  |
| --------------- | --------------- | ---------------------- | -------------------- | ------------------- | ----- |
| 23 giugno 1988  | 7 giugno 1993   | Giuseppe Schittino     | Democrazia Cristiana | Sindaco             | [ 7 ] |
| 7 giugno 1993   | 31 ottobre 1997 | Giuseppe Schittino     | Democrazia Cristiana | Sindaco             | [ 7 ] |
| 31 ottobre 1997 | 17 aprile 2000  | Baldassarre Ingoglia   |                      | Comm. straordinario | [ 7 ] |
| 31 ottobre 1997 | 17 aprile 2000  | Antonino Oddo          |                      | Comm. straordinario | [ 7 ] |
| 31 ottobre 1997 | 17 aprile 2000  | Anna Maria Volante     |                      | Comm. straordinario | [ 7 ] |
| 17 aprile 2000  | 17 maggio 2005  | Antonio Eduardo Cesare | centro               | Sindaco             | [ 7 ] |
| 17 maggio 2005  | 1º giugno 2010  | Antonio Eduardo Cesare | centro               | Sindaco             | [ 7 ] |
| 1º giugno 2010  | 31 maggio 2015  | Giuseppe Abbate        | centro-destra        | Sindaco             | [ 7 ] |
| 31 maggio 2015  | 5 ottobre 2020  | Giuseppe Abbate        | centro-destra        | Sindaco             | [ 7 ] |
| 5 ottobre 2020  | in carica       | Franco Schittino       | centro-destra        | Sindaco             | [ 7 ] |

## Sport
Il paese, grazie alla Polisportiva Lascari, ha anche una squadra di calcio che milita nel girone A siciliano di Promozione ed una squadra di calcio a 5, l'A.S.D. Oratorio San Giovanni Bosco, che milita nel girone B siciliano di Serie D. Un'altra importante realtà sportiva è rappresentata dalla "Bushido Lascari", una palestra di karate affiliata FIJLKAM, specializzata anche in attività psico-motoria per bambini.

## Curiosità
Nella seconda tappa del Giro d'Italia 2008, Lascari è stato uno dei centri abitati attraversati dalla "Carovana Rosa".